# Muscolo quadricipite femorale
Il quadricipite è un muscolo del corpo umano situato assieme al muscolo sartorio nella parte anteriore della coscia.
In condizioni di normale attività fisica corrisponde al muscolo più grosso del corpo umano. È uno dei più importanti per il mantenimento della stazione eretta e per la deambulazione. Il quadricipite femorale è un muscolo biarticolare poiché permette il movimento di due articolazioni: la coxofemorale e il ginocchio.
È notoriamente costituito da quattro capi anche se realmente il numero sale a 9: retto femorale, vasto mediale, vasto laterale, vasto intermedio, vasto mediale obliquo, vasto laterale obliquo, muscolo articolare del ginocchio, muscolo tensore del vasto intermedio, capo riflesso del quadricipite che originano rispettivamente dalla spina iliaca anteriore inferiore, dalla prossimità del collo anatomico del femore (più precisamente dalla parte prossimale del labbro mediale della linea aspra), dalla parte laterale del grande trocantere e dalla parte prossimale della faccia antero-laterale del femore. Questi quattro capi (da cui il nome quadricipite) si fondono apparentemente in un unico tendine comune che però è formato dalla sovrapposizione di tre lamine, inserito sulla rotula (patella). Questo tendine, scendendo più in basso e inserendosi sulla tuberosità tibiale, va a formare il legamento patellare, che rinforza la capsula articolare del ginocchio.
Un gruppo di ricercatori svizzeri ha scoperto nel 2016 un nuovo fascio del quadricipite, chiamato muscolo tensore del vasto intermedio, grazie all'analisi di 26 cadaveri. Si trova fra il vasto intermedio e quello laterale; origina nella parte prossimale anteriore del femore fra il vasto laterale e intermedio per procedere con un'aponeurosi fino a far parte del tendine del muscolo quadricipite del femore, attaccandosi alla patella. Si tratta dunque di un muscolo molto corto.

## Azione
Con la sua azione estende la gamba sulla coscia. Il capo denominato retto femorale flette la coscia sul bacino.